# Jensen H-Type
Der Jensen H-Type (auch: Jensen 4.25 Litre oder Jensen 4¼ Litre) war ein Sportwagen des britischen Automobil- und Karosserieherstellers Jensen Motors, der während des Zweiten Weltkriegs in geringer Stückzahl gefertigt wurde.

## Geschichte
Das 1935 von Richard und Alan Jensen gegründete und in West Bromwich ansässige Unternehmen Jensen Motors war in erster Linie als Karosseriehersteller tätig. Neben individuellen Sonderaufbauten, die Kundenwünschen folgten, fertigte Jensen in kleiner Serie sportliche Karosserien für Fahrgestelle von Austin, Ford, Morris und Wolseley. Größere Bekanntheit erlangte Jensen erstmals 1935 durch einen für den Schauspieler Clark Gable gebauten Sportwagen mit Ford-Technik. An dieses Fahrzeug schloss sich der Jensen S-Type an, ein von 1936 bis 1939 gefertigter, mit offener oder geschlossener Karosserie angebotener Sportwagen, der in etwa 50 Exemplaren entstand. Sein deutlich längerer Nachfolger erhielt die Bezeichnung H-Type. Er wurde 1939 vorgestellt und blieb bis 1945 in Produktion. Der H-Type erreichte keine hohen Stückzahlen. Die meisten Quellen sprechen von einer Gesamtproduktion von 14 oder 15 Wagen. Der mangelnde Erfolg war in erster Linie auf die kriegsbedingte Materialknappheit zurückzuführen. Die Konstruktion des H-Type wurde zum 1945 vorgestellten Modell Jensen PW (für „Post War“) weiterentwickelt.

## Beschreibung
Der Jensen H-Type hatte einen Kastenrahmen. Dem Grunde nach war es eine Konstruktion von Ford, allerdings hatten die Jensen-Techniker das Gestell an verschiedenen Stellen verstärkt. Die Vorderräder waren unabhängig aufgehängt. Hinten wurde eine Starrachse verwendet. Der Radstand betrug 131 Zoll (3327 mm). Die Karosserie bestand aus einem mit Aluminium beplankten Gerüst aus Eschenholz. Jensen bot das Modell als viertürige Limousine, zweitüriges Coupé sowie als Cabriolet und Roadster an. Der Stil der Karosserie wurde als „irgendwo zwischen sportlich, luxuriös und beeindruckend“ beschrieben.
Als Antrieb diente in erster Linie ein US-amerikanischer Reihenachtzylindermotor von Nash mit 4,3 Litern Hubraum. Er war mit Doppelzündung ausgestattet und leistete 120 bhp (89 kW). Die Höchstgeschwindigkeit betrug 88 mph (etwa 140 km/h). Einzelne Exemplare des H-Type erhielten stattdessen einen 4,4 Liter großen V12-Motor von Lincoln. Sie waren für den nordamerikanischen Markt vorgesehen.